# Veinge församling
Veinge församling var en församling i Göteborgs stift. Församlingen uppgick 1998 i Veinge-Tjärby församling.
Församlingskyrka var Veinge kyrka.

## Administrativ historik
Församlingen har medeltida ursprung. Församlingen var till 1998 moderförsamling i pastoratet Veinge och Tjärby. Församlingen uppgick 1998 i Veinge-Tjärby församling.
Församlingskod var 138111

## Series pastorum
| Verksam   | Namn                             | Född                                 | Död                     | Övrigt     |
| --------- | -------------------------------- | ------------------------------------ | ----------------------- | ---------- |
| 1573      | Mårten Andersson                 |                                      |                         |            |
| 1626      | Janus Andrae (Jens Andersson Rå) |                                      |                         |            |
| –1671     | Hans Warberg                     |                                      | 1671                    |            |
| 1676–1692 | Jöns Markman                     |                                      | 1692                    |            |
| 1694–1700 | Olaus Kjerrulf                   |                                      | 1700                    |            |
| 1701–1758 | Nicolaus Kjerrulf                |                                      | 1758                    | Prost 1745 |
| 1758–1776 | Lars Kjerrulf                    | 1716                                 | 1776                    | Prost 1768 |
| 1777–1814 | Johan Didric Alsing              | 11 februari 1740                     | 1814                    |            |
| 1815–1846 | Birger Dahlin                    | 16 december 1759 Stralsund(Tyskland) | 29 december 1846 Veinge |            |
| 1848–1874 | A M Calen                        | 23 juli 1791                         | 12 november 1874 Veinge |            |
| 1877–1882 | Carl Magnus Lundberg             | 24 februari 1826 Halmstad            | 20 augusti 1882 Veinge  |            |
| 1885–     | Johan Henning Lundberg           | 17 oktober 1840 Halmstad             |                         |            |